# Tenualosa thibaudeaui
Tenualosa thibaudeaui és una espècie de peix pertanyent a la família dels clupeids.

## Morfologia
- Fa 30 cm de llargària màxima.
- Pot arribar a pesar 1 kg.
- Cap gros.
- Aleta caudal de mida moderada.
- Té una taca fosca darrere de l'obertura branquial i una sèrie de punts al llarg del flanc.[3][4][5][6]

## Alimentació
Menja fitoplàncton, zooplàncton i bacteris.

## Hàbitat
És pelàgic, potamòdrom, d'aigua dolça i de clima tropical (20°N - 10°N). Viu als grans rius, els afluents de les terres baixes i les planes al·luvials.

## Distribució geogràfica
Es troba a Àsia: la conca del riu Mekong, incloent-hi Cambodja, Laos, Tailàndia i el Vietnam.

## Estat de conservació
Temps enrere, era un dels peixos més abundants al riu Mekong i una de les seues espècies comercials més importants. Avui en dia, ha minvat considerablement a causa de la pesca excessiva a la que és sotmès (tot i que continua essent localment abundant en alguns indrets, com ara el riu Songkhram).

## Observacions
És inofensiu per als humans.